# É o Amor (canção de Fernando Pereira)
É o amor é uma música interpretada por Fernando Pereira, totalmente em português. Foi especialmente feita para o Festival RTP da Canção 2009, e tem letra de Carlos Massa e Fernando Pereira e música de Carlos Massa. Ficou no último lugar do certame.